# 杉並郵便局
杉並郵便局（すぎなみゆうびんきょく）は東京都杉並区にある郵便局。民営化前の分類では集配普通郵便局であった。

## 概要
- 住所：〒166-8799 東京都杉並区成田東4-38-14
- ゆうちょ銀行杉並店は当局ではなく杉並南郵便局に所在する。

## 沿革
- 1927年（昭和2年）5月1日 - 開局。
- 1958年（昭和33年）6月1日 - 電話通話、和文電報受付、国内欧文電報受付、国際電報受付の各事務の取扱を開始[1]。
- 1962年（昭和37年）10月 - 局舎新築落成。
- 1984年（昭和59年）9月 - 局舎落成。
- 1994年（平成6年）7月1日 - 外国通貨の両替および旅行小切手の売買に関する業務取扱を開始。
- 2003年（平成15年）3月1日 - 杉並成田東郵便局の一時閉鎖[2]に伴い、取扱事務を承継。
- 2007年（平成19年）10月1日 - 民営化に伴い、併設された郵便事業杉並支店に一部業務を移管。
- 2012年（平成24年）10月1日 - 日本郵便株式会社発足に伴い、郵便事業杉並支店を杉並郵便局に統合。

## 取扱内容
- 郵便、印紙、ゆうパック、内容証明
- 貯金、為替、振替、振込、国際送金、国債、投資信託
- 生命保険、バイク自賠責保険、自動車保険、変額年金保険
- ゆうちょ銀行ATM
- 杉並区内の一部地域（〒166-xxxx）の集配業務
- ゆうゆう窓口

## 周辺
- 杉並区役所
- 杉並警察署
- 東京都立杉並高等学校

## アクセス
- 東京メトロ丸ノ内線 南阿佐ケ谷駅から徒歩すぐ
- 都営バス、京王バス、西武バス、関東バス 杉並区役所停留所下車
- 駐車場なし

## 主な出来事
- 1970年頃は労使対立が深刻化。局員が東京地方裁判所に「仕事がひと段落した際にタバコを吸う権利」を求めて仮処分を申請したことがある[3]。